# Czernijiwka
Czernijiwka (ukr. Черніївка) – wieś na Ukrainie, w obwodzie chmielnickim, w rejonie połońskim